# Stein- und Königskrabben

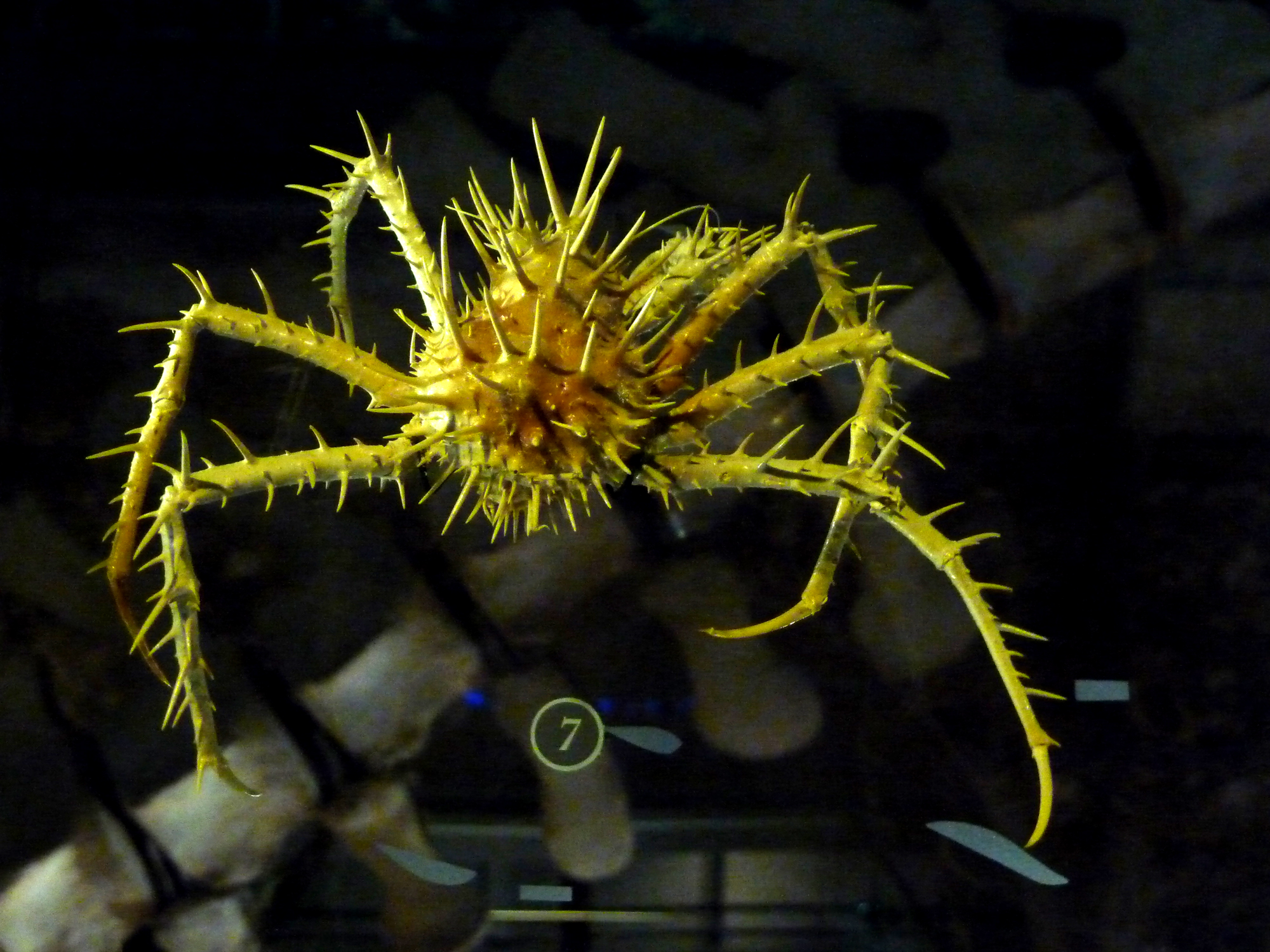
Neolithodes grimaldii, von hinten gesehen

Die Stein- und Königskrabben (Lithodidae) sind eine Familie krabbenähnlicher Mittelkrebse (Anomura). Wie bei den Krabben ist ihr Hinterleib unter den Vorderkörper geklappt. Sie haben allerdings nur vier Paare sichtbarer Beine. Das erste trägt Scheren. Das fünfte Beinpaar liegt versteckt in der Kiemenhöhle, ist verkürzt und hat die Funktion einer Reinigungsbürste. Der Carapax ist von dreieckiger oder ovaler Gestalt und stark kalzifiziert. Stein- und Königskrabben stammen wahrscheinlich von einsiedlerkrebsartigen Vorfahren ab. Der Hinterleib der Weibchen ist noch asymmetrisch, wie es der ihrer Ahnen in Anpassung an den Schutz durch Schneckengehäuse war.

## Verbreitung
Sie leben hauptsächlich in den kalten Meeren, Verbreitungsschwerpunkt ist der nördliche Pazifik. Aber auch an der amerikanischen Westküste bis Patagonien, im nördlichen Atlantik und im Südpolarmeer gibt es Stein- und Königskrabben. Arten in wärmeren Meeren leben in großen Tiefen, an kalten Küsten bewohnen sie das flachere Wasser.
Vertreter der Gattung Paralomis (wie z. B. Paralomis birsteini) konnten auch auf Walstürzen nachgewiesen werden, die sie als Nahrungsquelle nutzen.
Viele der großen Arten, wie die Kamtschatka-Königskrabbe (Paralithodes camtschaticus), werden von Menschen gejagt und als Nahrungsquelle genutzt.

## Taxonomie
Die Superfamilie der Stein- und Königskrabben (Lithodoidea) umfasst die beiden Unterfamilien Lithodidae und Hapalogastridae, mit etwa 100 Arten, wobei die folgenden Lithodidaespezies anerkannt sind (Stand: März 2023):
- Cryptolithodes Brandt, 1848
- Echidnocerus White, 1842
- Glyptolithodes Faxon, 1895
- Lithodes Latreille, 1806
- Neolithodes A. Milne-Edwards and Bouvier, 1894
- Paralithodes Brandt, 1848
- Paralomis White, 1856
- Phyllolithodes Brandt, 1848
- Rhinolithodes Brandt, 1848
- Sculptolithodes Makarov, 1934